# Sømandshvile
Sømandshvile var et landsted i Rungsted i Nordsjælland.
Oprindelsen til landstedet var bondegården Storkegården. Gården blev i en indberetning fra omkring år 1760 fra den stedlige amtsforvalter omtalt som værende i meget ringe tilstand. Dens ejer var da bonden Peder Nielsen. Nogle år senere blev den overtaget af kommandørkaptajn og kammerherre Andreas Henrik Stibolt (1739-1821), som boede her fra 1797 til 1808.
Landstedet blev senere overtaget af den skandaleramte kammerherre Reinhard von Eppingen (1745-1821). Dernæst blev Sømandshvile solgt til ejeren af Rungstedgård, oberst Martinus Braëm (1762-1834). Som ung løjtnant forelskede han sig i Charlotte Schinkel, datter af herremanden på Hald, landsdommer, kammerherre Frederich Schinkel, og blev gift med hende mod hendes fars vilje. Hun levede som enke på landstedet til 1861. 1849 blev ejendommen købt af Aron David.
Ejendommen blev i 1905 handlet til Alfred Blom, direktør i H.C.Petersen & Co. og søn af Julius Blom, entreprenør.
Familien anvendte huset som sommerbolig.
På skødet af 1905 står anført at sælger er Dinesen, Rungstedlund.
I 1937 brændte den gamle hovedbygning delvist. Så købte ingeniør H. Steen Christensen Sømandshvile og lod den nuværende hovedbygning opføre 1948.
Således blev hovedbygningen med en mindre udvidelse af havestuen nu forbundet med den ellers fritstående gartnerbolig i bindingsværk.
Christensen opbyggede gradvist en interesse for haveanlæg, og han omlagde den 15 tønder land store park med forbillede i ældre danske herregårdshaver. Resultatet blev beundret af andre, og han blev derfor engageret til at omlægge en række parkanlæg ved danske og svenske herregårde.
I 1954 blev Sømandshvile overtaget af ingeniør Christian Islef. Han plejede parken, men han og hans entreprenørfirma, Chr. Islef & Co., led i 1980'erne så store tab, at både landsted og firma blev solgt 1982 til entreprenør Tom Petersen. Han var ansvarlig for udstykningen af den nordlige og østlige del af parken til villakvarteret Sømandshvileparken. Arkitekten Hans Munch-Hansen tegnede 16 rækkehuse langs nordsiden af Sømandshvile og andre 16 tilsvarende langs den nye sidevej til Sømandshvilevej. Ved Islef-firmaets engagement i Londons nye dokbyggeri gik entreprenør Tom Petersen fallit.
Ejendommen, som i dag ejes af Alfred Bloms efterkommere har gennem de senere år fået reetableret en del af den gamle Rosenhave og en renovering af hovedbygningen med respekt for den oprindelige byggeskik.
J.V. Gertner har i 1850 tegnet Sømandshvile (Hørsholm Egns Museum).

## Ejerliste
Denne liste er ufuldstændig; hjælp gerne med at udfylde den.
- Peder Nielsen
- Andreas Henrik Stibolt
- -1821: Reinhard Henrik von Eppingen
- 1821-1834: Martinus Braëm
- 1834-1849: Enkefru Charlotte Amalie Braëm, født Schinkel
- 1849-1868: Anton Aron David
- 19??-1954: H. Steen Christensen
- 1954-1982: Johan Christian Islef
- 1982-1983: Tom Petersen
- 1983-1990: Ann og Michael Reitzel-Nielsen
- 1990–2007: Ole og Marianne Lottrup
- 2007–2011: Jes Kølpin
- 2011-nu: Sofie Kirk Christiansen & Christopher Kiær Thomsen